# 金国章
金国章（1927年6月6日—2019年1月29日），浙江永康人，中国药学家，药理学家，中国科学院院士，被认为是中药现代化的先驱之一。

## 生平
毕业于浙江大学药学系。之后，任中国科学院上海药物研究所研究员。并任教于上海复旦大学药学院。2001年，当选为中国科学院院士。